# Николаев, Александр Львович
Александр Львович Николаев (род. 7 апреля 1966, Уфа) — советский и российский хоккеист (защитник), мастер спорта СССР. Спортивный функционер, с 2011 президент РОО «Федерации хоккея Республики Башкортостан».

## Биография
Воспитанник СДЮШОР СЮ (тренер Воробьев В. И.). Играл в командах «Салават Юлаев» (1983—1984, 1986—1991), «Металлург» (Магнитогорск), «Нефтехимик» (Нижнекамск), «Зволен» (Словакия), «Санок» (Польша), «Динамо-Тивали» (Минск), «Амур» (Хабаровск), «КИК» (Швеция), «ХК Сталь» (Челябинская область).
Начал заниматься хоккеем в СДЮШОР «Салават Юлаев» в 10 лет, привел его отец. В 16 лет провел первую игру за команду мастеров. В 18 лет был призван в армию, играл за армейские хоккейные команды СКА (Екатеринбург, Новосибирск). После службы вернулся играть в «Салават Юлаев» и в 20 лет смог стать ведущим защитником команды .
Чемпион Всемирной студенческой Универсиады (1989, София Болгария).
По окончании спортивной карьеры — спортивный функционер.
В 2000 году стоял у истоков создания Общественной организации «Федерация хоккея Республики Башкортостан», став исполнительным директором. В 2011 году члены Региональной Общественной Организации «Федерации хоккея РБ» избрали его руководителем данной организации.